# Чехово (Ялта)
Че́хово (до 1945 года Ау́тка; укр. Чехове, крымскотат. Autka) — упразднённый посёлок городского типа в составе Ялтинского горсовета Республики Крым, включённый в черту города Ялта. Сейчас район на западе города, в районе Дома-музея Чехова.

## История
Существует точка зрения, что Аутку, в долине речки Кремасто-Неро, основали ещё античные греки — в её пользу свидетельствует находка на территории посёлка святилища римского времени 2-й половины II — начала III века нашей эры
Во всяком случае, селение древнее, точно существовавшее до XV века — об этом свидетельствует запись в Камеральном Описании Крыма... 1784 года, зафиксировавшая наличие в Аутке действующей церкви Феодора Тирона (турки во времена владычества империи запрещали строить новые церкви). В средние века большое селение, расположенное на пути из Ялты, через перевал Аутка-Богаз (иначе Иограф-Богаз, ранее Япрахлы-Гёль-Богаз и Фулис-Богаз) в Биюк-Узенбаш и Стилю (в долины Бельбека и Качи), входило в вотчину расположенного рядом замка — Учансу-Исара — одного из феодалов княжества Феодоро.
После захвата княжества османами в 1475 году селение перешло под власть Османской империи и административно было приписано к Инкирману в составе Мангупского кадылыка Кефинского санджака, а впоследствии эялета. Аутка являлась одним из важнейших связующих звеньев на пути между Кырк-Ером, Салачиком и Кефе — замок Исары периодически служил командным пунктом и резиденцией наместника на пути в столицу османской территории северного причерноморья. Сулейман I Великолепный (санджак-бей в Кефе до 1512 года) велел увеличить довольствие гарнизона в Аутке и расширить его влияние. В этом крае, в долине реки Учан-Су стали возделывать лён, поставляемый на нужды османской армии.
Аутка в материалах переписей населения Кефинского санджака учитывалась, как квартал (маалле) Ялты Хавитка, в котором на 1520 год числилось 34 семьи исключительно христиан. На 1542 год маалле Хавитка также чисто немусульманское селение: 37 семей, из них 33 полных и 2 — потерявших мужчину-кормильца и 5 взрослых неженатых мужчин. В XVII веке на южном побережье Крыма начинает распространяться ислам, но Аутка оставалась в основном христианской: по налоговым ведомостям 1634 года в селении числилось 52 двора немусульман, из которых недавно прибывших в Аутку 16 дворов: из Алубка, Бага, Дерекой, Фороз и Черкез-Кермен по 1 двору, Мисхор, Ай Йорги и из неназванного селения — по 2, из Йалта — 4 двора. Жители 8 дворов недавно выселились: в Балаклава, Дерекой, Ските и Йалта по 1 в Истиля и Коуш — по 2 двора; в джизйе дефтера Лива-и Кефе (Османских налоговых ведомостях) 1652 года перечислены три десятка имён и фамилий христиан-налогоплательщиков из селения Агутка. Документальное упоминание селения встречается в «Османском реестре земельных владений Южного Крыма 1680-х годов», согласно которому в 1686 году (1097 год хиджры) Агутке входил в Мангупский кадылык эялета Кефе. Всего упомянуто 74 землевладельца, из которых 51 иноверец, владевших 1561-м дёнюмом земли. После обретения ханством независимости по Кючук-Кайнарджийскому мирному договору 1774 года «повелительным актом» Шагин-Гирея 1775 года селение было включено в Крымское ханство в состав Бакчи-сарайского каймаканства Мангупскаго кадылыка (что зафиксировано и в Камеральном Описании Крыма… 1784 года). В 1778 году состоялось выселение греков и армян из Крыма: согласно «Ведомости о выведенных из Крыма в Приазовье христианах» А. В. Суворова от 18 сентября 1778 года из деревни Агутка выехало 2-е священников и 167 греков (81 мужчина и 86 женщин) — по другим данным 169 человек (36 семей). В ведомости митрополита Игнатия впервые селение подразделено на Аутку Верхнюю, из которой выведено 45 семей и Аутку Нижнюю, просто упомянутую в списке. В Государственном архиве АР Крым хранится ведомость № 22 с описью оставленного выселенными из Албата христианами имущества, в которой числится 36 хозяев 50 жилищ (в том числе 3 землянки у Ставрона, дом с пристройками Узуна Пефтия, дом под черепицей с погребом Василия Чалика, 2 дома с пристройками у Каплазана Констандина; по 2 дома имели Терзы Афандык, Серафим, Топи, Мартин оглу, Айваз, Димитрий Папаз-оглу, Юри Дмитрий, по 3 дома — у Яния Дмитрия-оглу и Ламбатли Константина). Особо отмечено, что в деревне имелись две новые каменные церкви, в одной из которых была сделана мечеть; также 2 овечьих зимовника и 2 мельницы «об одном колесе и о двух колесах», которыми греки Чалик Василий и Филий владели совместно с татарами Ибрагимом и муллой Бекиром. За жителями Аутки значились 78,5 садовых участков, 39,5 сенокосных участков, 5 частей леса, одна бахча, 2 орешника, 5 деревьев орешника и ещё 3 участка с несколькими деревьями орешника. Под зерновыми было 55,59 гектара (49 участков), под льном — 42,636 гектара (96 участков), в среднем на одного жителя селения приходилось 2,8 гектара пашни. Наиболее состоятельными были; Серафим (2 дома, 2 сада, 7,56 га пашни). Кара Андон (1 дом, 2 сада, 1 луг, орешник, 7,56 га пашни). Апостол (дом, 2 сада, 3 луга, пашни 5,106 га), Танас Чубарь-оглу (дом, 4 сада, луг, бахча, пашни 4,902 га), Алексей Никола-оглу (дом, 3 сада, 3 луга, часть леса, пашни 4,698 га), Филий (дом, 4 сада, луг, зимовник овечий, мельницы половинная часть, 4,698 га пашни). Бедными можно считать Илью (дом, сад, луг, 0,408 га пашни) и Скамлиоти — дом, сад, луг, 1,224 га пашни. Жители селения занимались, в основном, садоводством и льноводством, также было развито овцеводство и производство овощей и бахчевых культур. На новом месте переселенцы, вместе с выходцами из других южнобережных деревень, основали селение Ялта. По Ведомости барона О. А. Игельстрома от 14 декабря 1783 года в Авутке после выхода христиан остались 36 пустых домов. В другом регистре ведомости указано 28 дворов и что «1 двор продан ханом, 13 целых, а 14 разорены». В ведомости «при бывшем Шагин Герее хане сочиненная на татарском языке о вышедших християн из разных деревень и об оставшихся их имениях в точном ведении его Шагин Герея» и переведённой 1785 году, содержится список 36 жителей-домовладельцев деревни Авутка, с подробным перечнем имущества и земельных владений. У 5 жителей числилось по 2 дома, у 2 — по 3 дома, у некоего Ставрона вместо дома означено 3 землянки, 10 домов созжены, один дом особо отмечен, как «дом под черепицею с погребом», записано 2 водяные мельницы. Из земельных владений у всех хозяев перечисленны пашни и льняные поля, несколько садов и 2 бахчи. Также содержатся приписки, что «При сеи деревне расположены албанцы» и «Сверх показанных садов в сен деревне имеются особо 20 ореховых дерев. В сеи деревне две новые каменные церкви из коих 1 зделали мечеть».

После присоединения Крыма к России (8) 19 апреля 1783 года, (8) 19 февраля 1784 года, именным указом Екатерины II сенату, на территории бывшего Крымского Ханства была образована Таврическая область и деревня была приписана к Симферопольскому уезду. Уже в 1789—1792 годах из приазовской Ялты, по указу князя Потёмкина, в Аутку вернулась артель ловцов устриц Фёдора Реиза — 96 греков-старожилов (20 семей) (по другим данным — 14 семей). Перед Русско-турецкой войной 1787—1791 годов производилось выселение крымских татар из прибрежных селений во внутренние районы полуострова. В конце 1787 года из Аутки были выведены все жители — 116 душ, но вскоре добытчики устриц быль возвращены назад. В конце войны, 14 августа 1791 года всем было разрешено вернуться на место прежнего жительства. Вероятно, они же восстановили в конце XVIII века церковь — храм был заново построен из дерева. Пётр Паллас, в своём труде 1794 года «Наблюдения, сделанные во время путешествия по южным наместничествам Русского государства», так описал селение 
Аутка населена исключительно греками, переселившимися с другими христианами, жителями полуострова, в Мариупольский округ, но после завоевания Крыма двадцать семейств получили разрешение от князя Потёмкина вернуться обратно для ловли устриц на алупкинских устричных банках; устрицы, хотя и малы, но столь же вкусны, как английские. В этой деревне есть маленькая церковь и развалины другой большой. Вне деревни, по дороге, видны еще следы церкви и около неё могилы.
 По свидетельству Сумарокова, в 1800 году в Аутке было 13 избушек для чинов греческого балаклавского батальона.
После Павловских реформ, с 1796 по 1802 год, входила в Акмечетский уезд Новороссийской губернии. По новому административному делению, после создания 8 (20) октября 1802 года Таврической губернии, Аутка была включена в состав Махульдурской волости Симферопольского уезда.
По Ведомости о всех селениях в Симферопольском уезде состоящих с показанием в которой волости сколько числом дворов и душ… от 9 октября 1805 года, в деревне Аутка числилось 17 дворов и 86 жителей. На военно-топографической карте генерал-майора Мухина 1817 года деревня Аутка обозначена с 12 дворами. После реформы волостного деления 1829 года Аутку, согласно «Ведомости о казённых волостях Таврической губернии 1829 года», отнесли к Алуштинской волости. На карте 1836 года в деревне 25 греческих дворов и 15 татарских
Именным указом Николая I от 23 марта (по старому стилю) 1838 года, 15 апреля был образован новый Ялтинский уезд и деревню включили в состав новой, Алуштинской волости. На карте 1842 года Аутка обозначена с 40 дворами. К этому храм времени в селе сгорел и был восстановлен в 1842 году за казенный счёт.

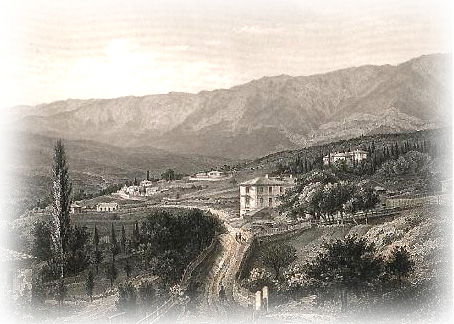
Аутка, около 1900 года.

По итогам земской реформы Александра II 1860-х годов Аутка была приписана к Дерекойской волости, при этом были официально зафиксированы 2 деревни Верхняя Аутка и Нижняя Аутка, или Фарфара. Согласно «Списку населённых мест Таврической губернии по сведениям 1864 года», составленному по результатам VIII ревизии 1864 года, Верхняя Аутка — казённое греческое и татарское село, со 112 дворами, 277 жителями, православной церковью и развалинами укрепления при речках Барбала-Узени, Учан-Су и Алонице, Нижняя Аутка (или Фарфара) — также казённое греческое село, с 60 дворами, 329 жителями и православной церковью при речке Учан-Су. На трёхверстовой карте Шуберта 1865—1876 года Верхняя и Нижняя Аутки обозначены раздельно, со 140 дворами в обеих. Мария Сосногорова в путеводителе 1871 года отмечала, что Аутка большей частью заселена греками и наличие в ней двух православных церквей (в одной из них служба шла на русском и греческом), построенных вместо очень древних. На 1886 год в селе Нижняя Аутка (Верхняя Аутка), согласно справочнику «Волости и важнѣйшія селенія Европейской Россіи», проживало 180 человек в 27 домохозяйствах, действовали 2 православные церкви и мечеть, 4 лавки и 2 пекарни. Согласно «Памятной книге Таврической губернии 1889 года», по результатам Х ревизии 1887 года, в деревне Аутка нижняя числилось 159 дворов и 714 жителей, в Аутке верхней — 108 дворов и 464 жителя, в «Практическом путеводителе по Крыму» Анны Москвич того же года также написано, что Аутка населена в основном греками. На верстовой карте 1891 года в деревне Аутка обозначено 189 дворов с греческо-татарским населением.
После земской реформы 1890-х годов, которая в Ялтинском уезде прошла после 1892 года, деревня осталась в составе преобразованной Дерекойской волости, причём с этого времени в документах учитывалось одно селение. По «…Памятной книжке Таврической губернии на 1892 год» в деревне Аутка, составлявшей Аутское сельское общество, числилось 145 жителей в 22 домохозяйствах. По Высочайшему повелению Его Императорского Величества и утверждению Кабинета Министров от 15 марта 1896 года, деревня Верхняя Аутка была включена в черту города Ялта. Учитывая, что Верхняя Аутка находится дальше от центра, чем Нижняя, можно предположить, что Нижняя могла стать пригородом раньше — документ о присоединении Верхней обнаружен только в 2005 году.

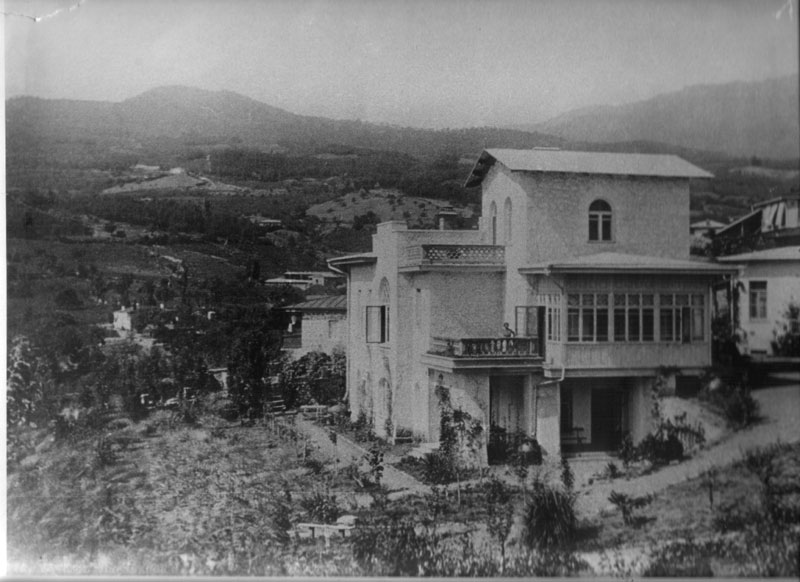
Аутка, дом Чехова, 1900 год.

Осенью 1898 года Антон Павлович Чехов приобрёл в Аутке участок земли и в течение октября 1898 года — сентября 1899 года выстроил дом, в котором жил с августа 1899 по 1 мая 1904 года вместе с матерью Евгенией Яковлевной и сестрой Марией Павловной.
Ауткинскую церковь Успения Богородицы в 1861 и 1867 году посещал император Александр II с семьёй, выделивший деньги на её перестройку; в 1888 году при церкви открылась церковно-приходская школа. К концу века старый деревянный храм уже не мог вместить всех прихожан, к тому же обветшал и был разобран. На его месте, в 1898 году, возвели новую каменную церковь.

По «…Памятной книжке Таврической губернии на 1902 год» в деревне Аутка, составлявшей Ауткинское сельское общество, числилось 177 жителей в 22 домохозяйствах. В путеводителе 1902 года А. Я. Безчинского селение описано так 
Аутка лежит огромным амфитеатром по исарскому шоссе и отрогам яйлы. Улицы Верхней Аутки узки, извилисты, местами покрыты грудами камней и выбоинами. Население — греки и татары, занимающиеся табаководством, мелким виноградарством и пр. Есть церковь с богослужением на греческом языке и мечеть. Возле мечети дача наследников А.П. Чехова
 На 1914 год в селении действовала земская школа. По Статистическому справочнику Таврической губернии. Ч.II-я. Статистический очерк, выпуск восьмой Ялтинский уезд, 1915 год, в деревне Аутка Дерекойской волости Ялтинского уезда, числилось 44 двора (41 двор с землёй, 3 — безземельные) с татарским населением в количестве 179 человек приписных жителей и 51 — «посторонних», из которых 129 мужчин и 101 женщина. Жители владели 12 десятинами удобной земли. В хозяйствах имелось 5 лошадей и 2 коровы.
После установления в Крыму Советской власти, по постановлению Крымревкома от 8 января 1921 года была упразднена волостная система и село подчинили Ялтинскому району Ялтинского уезда. В 1922 году уезды получили название округов. Согласно Списку населённых пунктов Крымской АССР по Всесоюзной переписи 17 декабря 1926 года, в пригороде Ялты Аутка, центре Ауткского сельсовета Ялтинского района, числилось 412 дворов, из них 107 крестьянских, население составляло 1996 человек, из них 827 русских, 648 греков, 264 крымских татарина, 171 украинец, 18 евреев, 14 армян, 11 немцев, 5 белорусов, 38 записаны в графе «прочие», действовали татарская, русская и греческая школы I ступени. На 1935 год в Аутке действовали колхозы им. Калинина (4,5 гектаров садов, 27 — виноградников и 80 гектаров табака) и им. Ворошилова. Также в селе располагался крымский филиал «Всесоюзного института табачной промышленности». По данным всесоюзная перепись населения 1939 года в селе проживало 3967 человек.
В 1944 году, после освобождения Крыма от фашистов, согласно постановлению ГКО № 5859 от 11 мая 1944 года, 18 мая крымские татары были депортированы в Среднюю Азию: 18 мая 1944 года была выселена 41 семья татар, всего 324 человека, принято на учёт 39 домов спецпереселенцев. 27 июня, по Постановлению ГКО № 5984сс от 2 июня 1944 года, та же участь постигла крымских греков. 12 августа 1944 года было принято постановление № ГОКО-6372с «О переселении колхозников в районы Крыма», по которому в район из Ростовской области РСФСР в район переселялось 3000 семей колхозников, а в начале 1950-х годов последовала вторая волна переселенцев из различных областей Украины. Указом Президиума Верховного Совета РСФСР от 21 августа 1945 года Аутка была переименована в Чехово и Аутский сельсовет — в Чеховский. С 25 июня 1946 года Чехово в составе Крымской области РСФСР. Указом Президиума Верховного Совета РСФСР от 31 августа 1948 года ликвидирован Ялтинский район и образован Ялтинский горсовет. 26 апреля 1954 года Крымская область была передана из состава РСФСР в состав УССР. Чехово включили в состав Ялты указом Президиума Верховного Совета УССР от 9 апреля 1973 года.

### Динамика численности населения
| - 1787 год — 116 чел. - 1805 год — 86 чел. - 1864 год — 606 чел. - 1886 год — 186 чел. - 1889 год — 1178 чел. | - 1892 год — 145 чел. - 1902 год — 177 чел. - 1915 год — 179/51 чел. - 1926 год — 1996 чел. - 1939 год — 3967 чел. |

## Кладбище
Вблизи деревни располагалось одно из старейших кладбищ Ялты — Ауткинское (в настоящее время на территории бывшего кладбища разбит парк имени Батурина). На этом кладбище нашли упокоение многие ялтинские жители, среди них — мать А. П. Чехова Евгения Яковлевна (1835—1919) (его брат Михаил и сестра Мария Павловна были похоронены на городском кладбище), известный врач-климатолог В. Н. Дмитриев, русский зоолог, ихтиолог Л. П. Сабанеев, вдова Ф. М. Достоевского Анна Григорьевна.
Кладбище было ликвидировано в 1960-х годах. Часть захоронений (Г. А. Мачтет, Д. К. Чернов, Л. П. Радин, В. И. Ребиков, П. Ф. Жевандрова) удалось перенести на Поликуровское кладбище. В 1968 году останки А. Г. Достоевской были перезахоронены рядом с могилой мужа в Александро-Невской лавре.